# Bertrand Grospellier
Bertrand "ElkY" Grospellier (Paris, 8 de fevereiro de 1981) é um jogador profissional de pôquer francês, vencedor de um título do World Poker Tour (WPT) e de um título do European Poker Tour (EPT). Grospellier pertence ao Team PokerStars Pro.

## Gaming
Grospellier era um jogador profissional de StarCraft, tendo conseguido segundo lugar no World Cyber Games de 2001 e continuando sua carreira na Coreia do Sul nos anos seguintes, o que incluiu um quarto lugar na OnGameNet Starleague. Em 2002, ele pegou o recém lançado WarCraft III: Reign of Chaos e fez sucesso ao terminar em segundo lugar na liga televisionada OnGameNet WarCraft Retail League, antes de se aposentar.

### Realizações
- 3° lugar - KBK Jeju[3] (Seul, Coreia do Sul)
- 2° lugar - World Cyber Games 2001[4] (Seul, Coreia do Sul)
- 4° lugar - World Cyber Games 2002[5] (Daejeon, Coreia do Sul)
- 4° lugar - SKY 2 Ongamenet Starleague[6] (Seul, Coreia do Sul)
- 2° lugar - Ongamenet WarCraft Retail League[7] (Seul, Coreia do Sul) [WarCraft III: Reign of Chaos]
- 1° lugar - Euro Cyber Games 2003[8] (Paris, França)
- 5° lugar - World Cyber Games 2003 (Seul, Coreia do Sul)[carece de fontes?]
- top 16 - World Cyber Games 2004 (São Francisco, Califórnia, Estados Unidos)[carece de fontes?]

## Poker
Nos últimos anos ele dedicou sua atenção ao poker, se qualificando para diversos eventos no World Series of Poker de 2006 e 2007. Grospellier é membro do time PokerStars. Ele foi a primeira pessoa a atingir status de "Supernova" e "Supernova Elite" no PokerStars - tendo ganho 100,000 pontos em apenas 2 semanas e 1,000,00 de pontos em 4 meses e meio, respectivamente.

## Resultados
| Data                    | Torneio                                                 | Prêmio (US$) | Pos. |
| ----------------------- | ------------------------------------------------------- | ------------ | ---- |
| 19 de fevereiro de 2005 | The French Open - €500 No Limit Hold'em                 | $2.591       | 37º  |
| 1 de julho de 2006      | WSOP - $2,000 No Limit Hold'em                          | $10.478      | 9º   |
| 7 de outubro de 2006    | EPT - €5,000 EPT - No Limit Hold'em                     | $15.976      | 16º  |
| 17 de janeiro de 2007   | EPT - DKr37,500 EPT - No Limit Hold'em                  | $399.953     | 2º   |
| 14 de março de 2007     | EPT - zł15,000 No Limit Hold'em                         | $8.228       | 18º  |
| 6 de junho de 2007      | WSOP - $2,000 No Limit Hold'em                          | $6.966       | 68º  |
| 9 de junho de 2007      | WSOP - $1,500 No Limit Hold'em                          | $20.806      | 21º  |
| 11 de junho de 2007     | WSOP - $2,500 No Limit Hold'em                          | $29.124      | 9º   |
| 23 de novembro de 2007  | APPT - $2,500 APPT Main Event - No Limit Hold'em        | $48.576      | 5º   |
| 5 de janeiro de 2008    | EPT/PCA - $7,800 PokerStars Caribbean Adventure         | $2.000.000   | 1º   |
| 26 de junho de 2008     | WSOP - $5,000 No Limit Hold'em                          | $31.781      | 16º  |
| 3 de julho de 2008      | WSOP - $10,000 World Championship No Limit Hold'em      | $28.950      | 370º |
| 20 de outubro de 2008   | WPT - $15,000 WPT Championship                          | $1.411.015   | 1º   |
| 7 de janeiro de 2009    | PCA - $24,500 No Limit Hold'em - High Roller Event      | $433.500     | 1º   |
| 23 de janeiro de 2009   | EPT - €20,000 No Limit Hold'em - High Rollers Event     | $101.839     | 3º   |
| 21 de fevereiro de 2009 | WPT - $9,900 Main Event - No Limit Hold'em              | $38.085      | 32º  |
| 6 de março de 2009      | NBC National Heads-Up - $20,000 No Limit Hold'em        | $125.000     | 3º   |
| 18 de abril de 2009     | WPT - $25,000 No Limit Hold'em - Championship Event     | $776.245     | 3º   |
| 3 de junho de 2009      | WSOP - $2,500 Pot Limit Omaha/Hold'em                   | $6.293       | 29º  |
| 16 de junho de 2009     | WSOP - $1,500 No Limit Hold'em                          | $30.398      | 13º  |
| 3 de julho de 2009      | WSOP - $10,000 World Championship No Limit Hold'em      | $40.288      | 122º |
| 4 de setembro de 2009   | EPT - €8,000 No Limit Hold'em - EPT Main Event          | $37.196      | 19º  |
| 20 de janeiro de 2010   | EPT - €5,000 No Limit Hold'em - Main Event              | $72.905      | 9º   |
| 16 de fevereiro de 2010 | EPT - DKr35,000 No Limit Hold'em - Main Event           | $11.900      | 40º  |
| 12 de Junho de 2011     | WSOP - $10,000 Seven Card Stud Championship - Event #21 | $331,639     | 1°   |